# Halticosaurus
Halticosaurus là một chi khủng long, được von Huene mô tả khoa học năm 1908.